# گرگ لانسکی
گرِگ لانسکی (فرانسوی: Greg Lansky‎؛ زادهٔ ۱۲ دسامبر ۱۹۸۲) یک مؤسس شرکت، کارگردان فیلم پورنو و بازیگر پورنوگرافی اهل فرانسه است.او دریک خانواده یهودی متولد شد. او در سالهای ۲۰۱۶، ۲۰۱۷ و ۲۰۱۸ جایزه سال کارگردان ای‌وی‌ان را به دست آورد. پس از ایجاد مارک‌های متعدد و وب سایت‌های موفق برای ریالتی کینگز، شرکت خود را با هدف ایجاد استودیوهای بزرگسال در سطح بالا، BLACKED, TUSHY و Vixen در سال ۲۰۱۴ تأسیس کرد.

## حرفه
لانسکی در سال ۲۰۰۵ با مایک ادریانو دوست دوران کودکی خود، کار خود را در صنعت بزرگسال آغاز کرد.